# Renato Josipović
Renato Josipović (Šibenik, 12. lipnja 2001.) hrvatski je nogometni vratar. Trenutnačno igra za Široki Brijeg.

## Klupska karijera
Do 20. srpnja 2015. godine bio je igrač Šibenika. Tada je prešao u Dinamo Zagreb. Za Dinamo Zagreb II debitirao je 3. studenog 2020. protiv Međimurja iz Čakovca kojeg je druga momčad Dinama dobila s minimalnih 1:0. Za prvu momčad Dinama debitirao je 24. srpnja 2020. godine u utakmici 1. HNL protiv Varaždina kojeg je Dinamo pobijedio 1:0.

### Bravo Ljubljana (posudba)
Dana 1. srpnja 2021. posuđen je Bravo Ljubljani do kraja sezone. Za Bravo Ljubljanu debitirao je 12. rujna kada je njegov klub izgubio 0:2 u ligaškoj utakmici protiv Tabora iz Sežane. Četiri dana kasnije Josipović je ostvario svoj prvi nastup u Slovenskom nogometnom kupu braneći protiv Gorice koju je Bravo Ljubljana dobila 0:2. U četvrtfinalnoj utakmici kupa odigranoj 27. listopada protiv prošlosezonskog prvaka Mure u kojoj je Bravo Ljubljana slavila s 4:3 na penale koji su izvedeni nakon što je rezultat regularnog dijela utakmice bio 1:1, Josipović je obranio četiri penala.

### Široki Brijeg
Dana 1. srpnja 2022. Josipović je potpisao ugovor sa Širokim Brijegom do kraja sezone. Za Široki Brijeg debitirao je 4. rujna u utakmici Premijer lige u kojoj je Borac Banja Luka poražen 2:0.

### Pafos
Josipović je 6. kolovoza 2023. potpisao ugovor s ciparskim Pafosom.

### Rudeš
S Rudešom je potpisao ugovor 20. rujna 2024.

### Povratak u Široki Brijeg
Josipović je 20. siječnja 2025. potpisao ugovor sa Širokim Brijegom.

## Reprezentativna karijera
Nastupao je za hrvatsku nogometnu reprezentaciju do 14, 15, 16, 17, 18, 19 i 20 godina.

## Priznanja

### Klupska
- 1. HNL (2): 2019./20., 2020./21.
- Hrvatski nogometni kup (1): 2020./21.

## Vanjske poveznice
- Renato Josipović, Hrvatski nogometni savez
- Renato Josipović, Soccerway (engl.)
- Renato Josipović, Transfermarkt (engl.)